# Thornton (Texas)
Thornton is een plaats (town) in de Amerikaanse staat Texas, en valt bestuurlijk gezien onder Limestone County.

## Demografie
Bij de volkstelling in 2000 werd het aantal inwoners vastgesteld op 525.
In 2006 is het aantal inwoners door het United States Census Bureau geschat op 544, een stijging van 19 (3,6%).

## Geografie
Volgens het United States Census Bureau beslaat de plaats een oppervlakte van
2,6 km², geheel bestaande uit land. Thornton ligt op ongeveer 147 m boven zeeniveau.

## Plaatsen in de nabije omgeving
De onderstaande figuur toont nabijgelegen plaatsen in een straal van 32 km rond Thornton.